# 海倫 (喬治亞州)
海倫（英語：Helen）是一個位於美國喬治亞州懷特縣的城市。

## 地理
海倫的座標為34°42′09″N 83°43′39″W / 34.70250°N 83.72750°W，而該地的平均海拔高度為441米（即1447英尺）。

## 人口
根據2010年美國人口普查的數據，海倫的面積為5.50平方千米，當中陸地面積為5.50平方千米，而水域面積為0.00平方千米。當地共有人口510人，而人口密度為每平方千米92.73人。